# Ombra pluviometrica

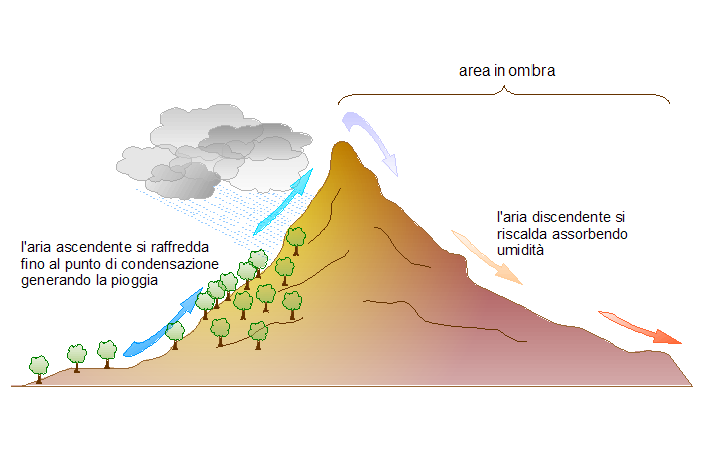
Schema dell'ombra pluviometrica.

L'ombra pluviometrica (o effetto rainshadow o anche zona a scarse precipitazioni) è un fenomeno meteorologico che si manifesta sul versante delle montagne o di altri ostacoli geografici, opposto ai venti prevalenti. Le montagne ostruiscono il passaggio dei sistemi nuvolosi che determinano le precipitazioni, impedendo che le stesse si verifichino sul versante opposto.

## Descrizione
Le barriere topografiche, sbarrando il percorso alle correnti orizzontali, inducono le grandi masse d'aria a risalire i versanti. L'aria calda ed umida, risalendo il pendio (sollevamento orografico), di un ostacolo geografico o di una grande montagna, si espande e si raffredda fino al raggiungimento del punto di rugiada. Al punto di rugiada, l'umidità condensa sulla montagna e dà luogo alle precipitazioni sul versante sopravento ed in cima alla montagna stessa. Dopo la pioggia, l'aria continua la risalita del pendio, avanza sulla cima della montagna e discende nella valle. L'aria discendente si scalda, ed aumentando il valore del punto di condensazione, l'aria assorbe l'umidità disponibile (vedi venti di Föhn) dal versante sottovento della montagna, generando una regione arida.

## Regioni in ombra pluviometrica

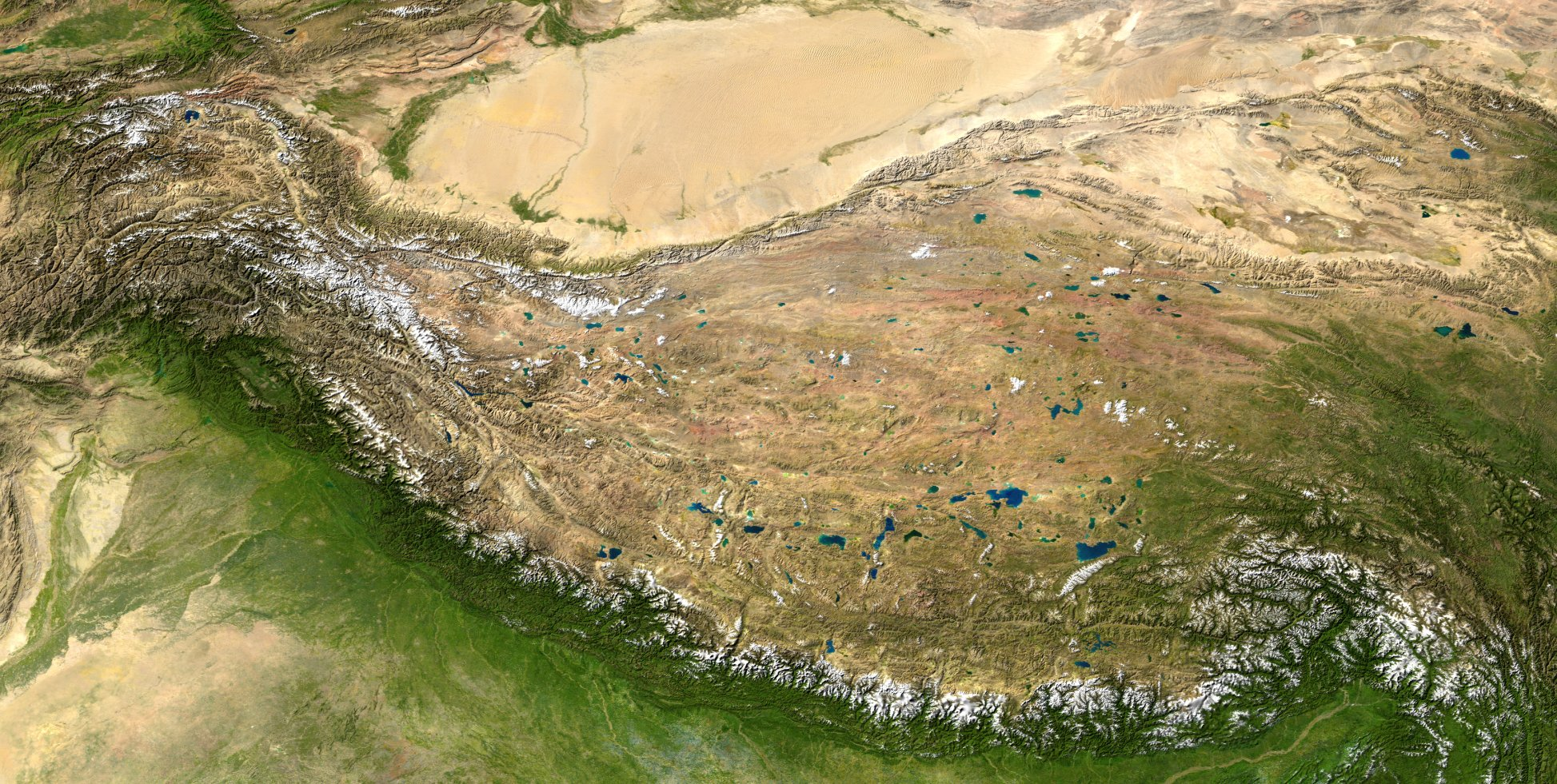
L'altopiano del Tibet rappresenta il miglior esempio di ombra pluviometrica.

Ci sono modelli normali di venti dominanti intorno alle regioni equatoriali della Terra. La zona degli alisei è la zona fra i 30° N e 30° S circa; questi venti si originano principalmente a nord-est nell'emisfero nord e a sud-est nell'emisfero sud. Quelli dominanti alle latitudini centrali sono i venti occidentali, fra 30 e 60 gradi, a sud-ovest nell'emisfero nord e a nord-ovest nell'emisfero sud. I più forti venti da ovest nelle latitudini centrali, definiti i quaranta ruggenti e i cinquanta urlanti, si sviluppano fra i 30 e i 50 gradi di latitudine.

### Asia
- I picchi della Catena del Caucaso ad ovest, gli Elburz a sud e le montagne dell'Himalaya contribuiscono al mantenimento dei deserti del Karakum e del Kizilkum ad est del Mar Caspio.
- Il Dasht-e Lut in Iran è la zona in ombra pluviometrica a causa degli Elburz e dei Monti Zagros; è una delle zone più aride della Terra.
- L'Himalaya contribuisce alle condizioni di aridità nelle regioni dell'Asia centrale che includono il deserto del Gobi in Mongolia ed il deserto di Taklamakan in Cina.
- Il deserto di Ordos è la zona in ombra provocata dalle montagne Kara-naryn-ula, Sheitenula e dagli Yin Shan, che si collegano a sud con le Grandi Montagne Khingan.
- Il Grande Deserto Indiano o deserto del Thar è la zona in ombra pluviometrica creata dai monti Aravalli a sud-est, dall'Himalaya a nord-est, e dalle catene di Kirthar e Sulaiman ad ovest.
- Il versante est dei Ghati occidentali, nell'altopiano del Deccan, in India.

### America settentrionale
- Il deserto nella zona del Basin and Range, tra gli Stati Uniti ed il Messico, che include le zone aride ad est della Catena delle Cascate, in Oregon e nello Stato di Washington ed il Gran Bacino, che ricopre quasi tutto il Nevada e porzioni dello Utah sono aree in ombra.
- Il deserti di Mojave, Black Rock, Sonora e Chihuahua sono regioni in ombra.
- La Death Valley negli Stati Uniti, situata alle spalle delle Catena Costiera del Pacifico in California ed in Sierra Nevada, è tra le aree più aride del pianeta.
- Nel Colorado Front Range le precipitazioni sono limitate a quelle sullo spartiacque continentale. Mentre alcune località ad ovest dello spartiacque ricevono anche 1.016 mm di precipitazioni all'anno, località poste ad est come Evergreen e Denver ne ricevono soltanto 450–500 mm all'anno. Quindi lo spartiacque funge da barriera per le precipitazioni. Questo effetto si ha soltanto ad ovest per le tempeste orientali. Quando le zone di bassa pressione fiancheggiano le Montagne Rocciose a sud, possono provocare alte precipitazioni sul versante est e nessuna sulla costa ovest. Ciò accade raramente.
- I pendii orientali delle Catene Costiere, nella California centrale e meridionale, limitano notevolmente le precipitazioni a sud della Valle di San Joaquin tanto da favorire ambienti desertici come quelli nei dintorni di Bakersfield.
- I versanti orientali delle Montagne Costiere e della Catena Costiera, nella provincia della Columbia Britannica, in Canada, è una zona in ombra. Nella valle di Okanagan, che si trova in quest'area, vi è il deserto di Osoyoos, l'unico deserto caldo del Canada.
- La valle di Dungeness, nei pressi di Sequim, Washington, è la zona in ombra delle Olympic Mountains. La zona ha una media di 250–400 mm di pioggia all'anno, più o meno la metà di quanta ne cade nel vicino Port Angeles e circa il 10% di quanta ne cade a Forks, sul versante occidentale delle montagne.
- L'effetto compare anche negli Stati Uniti orientali. Anche se molto più umida dei deserti e delle steppe, la Valle dello Shenandoah, Virginia Occidentale, si trova tra i Monti Blue Ridge ed i Monti Appalachi, ed è più arida di zone ad est ed a ovest perché le basse montagne riducono la pioggia all'interno della valle. La poca pioggia rispetto alle zone circostanti rende questa lunga valle, paradossalmente, una zona agricola più ricca delle più piovose zone vicine.

### America meridionale
- Il deserto di Atacama in Cile è il deserto più asciutto sulla Terra perché l'umidità è bloccata sia sui lati (dalle Ande ad est) che dall'alta pressione sull'Oceano Pacifico, impedendo l'ingresso ad ovest.
- La Patagonia è una zona in ombra generata dalla prevalenza di venti aridi delle Ande (per esempio, nella provincia di Santa Cruz poche aree sono coltivabili, i pascoli sono poveri, l'acqua insufficiente e le lagune salate molto numerose).

### Europa
- I monti Pennini nel nord dell'Inghilterra, le montagne del Galles e gli altopiani della Scozia generano un'evidente ombra pluviometrica che riguarda quasi l'intera Gran Bretagna orientale, con Glasgow e Manchester, per esempio, che ricevono il doppio di precipitazioni rispetto ad Edimburgo e York, mentre le sfagnete dell'Anglia orientale ricevono quantità di pioggia simili a quelle di Siviglia[2].
- La Cordigliera Cantabrica separa la "Spagna verde" dall'asciutto altopiano centrale. I pendii a nord ricevono la forte pioggia proveniente dal Golfo di Biscaglia, mentre quelli a sud sono in una regione in ombra pluviometrica. L'effetto più evidente sulla penisola iberica si presenta nelle aree delle province di Almería, di Murcia e di Alicante, ciascuna con una media di precipitazioni di 300 mm all'anno, le zone più asciutte in Europa (vedi Cabo de Gata), principalmente dovuto alle catene montuose ad ovest che bloccano l'ingresso delle correnti occidentali.
- Alcune valli interne delle Alpi subiscono un forte effetto d'ombra, protette dalle montagne circostanti.
- Le pianure di Limagne e Forez nel nord del Massiccio Centrale, in Francia, sono aree in ombra; principalmente la pianura di Limagne, protetta dalla Chaîne des Puys (fino a 2.000 mm di pioggia all'anno sulla sommità e meno di 600 mm a Clermont-Ferrand), che è uno dei posti più asciutti del paese.
- Atene è protetta dalle montagne dai forti venti umidi provenienti dal mare Adriatico e riceve soltanto un quarto della pioggia della maggior parte dell'Albania.
- Skjåk, in Norvegia, si trova in una profonda valle tale che il fenomeno dell'ombra pluviometrica produce meno precipitazioni annuali che nel deserto del Sahara.

### Africa
- Il lato dell'isola di Madagascar, esposto ai venti terrestri orientali, è tropicale bagnato, mentre i lati occidentali e del sud dell'isola si trovano nella zona in ombra degli altopiani centrali. Lo stesso accade sull'isola di Riunione.
- Le montagne dell'Atlante sono ritenute almeno parzialmente responsabili del cambiamento climatico che ha generato il deserto del Sahara. Vi è un forte effetto d'ombra pluviometrica sul lato sud delle montagne.

### Oceania
- La Nuova Caledonia si trova sui due lati del Tropico del Capricorno, tra i 19° ed i 23° di latitudine sud. Il clima dell'isola è tropicale e la pioggia è portata dagli alisei ad est. Il lato occidentale della Grande Terre si trova nella zona in ombra delle montagne centrali e la media delle piogge è molto più bassa.
- Sulle Hawaii si verifica l'effetto dell'ombra pluviometrica, ed alcune aree delle isole risultano deserte. Il sollevamento orografico produce il secondo indice di precipitazioni annuali nel mondo, 12,7 metri, sull'isola di Kauai; sul versante opposto si verifica il fenomeno dell'ombra pluviometrica[1]. L'intera isola di Kahoolawe si trova nella zona in ombra a causa del vulcano Maui.
- In Nuova Zelanda, nell'Isola del Sud, le Alpi meridionali bloccano le correnti provenienti dal Mar di Tasman. Sulle catene montuose si trovano numerosi ghiacciai e le precipitazioni sono frequenti con una media di 2500 mm all'anno. Ad est e lungo i pendii delle Alpi meridionali le precipitazioni sono scarse raggiungendo, in alcune zone, meno di 150 mm all'anno.
- In Tasmania, uno degli Stati dell'Australia, la regione centrale delle Midlands è un'area in ombra che riceve solamente un quinto delle precipitazioni che si verificano negli altopiani ad ovest.
- Nel Nuovo Galles del Sud e nel Victoria (due stati dell'Australia), l'altopiano del Monaro è protetto sia dai Monti Nevosi a nord-ovest sia dalle catene costiere a sud-est. Di conseguenza, quelle zone sono asciutte quanto le terre coltivate a frumento.